# Chartered Management Institute
Das Chartered Management Institute (CMI) ist eine britische Non-Profit-Organisation organisiert als Charity gemäß der Charity Commission for England and Wales unter der Registrierungsnummer 1091035.
Mit rund 105'000 Mitgliedern bietet sie Akkreditierungen für Manager und Universitäten, setzt Standards für die Aus- und Fortbildung von Managementpersonal. International verschafft sich das CMI Geltung als aktives Mitglied der European Management Association (EMA), in der führende Management-Organisationen der europäischen Nationen zusammenarbeiten. Auf nationaler Ebene kooperiert das CMI mit Universitäten und anderen Ausbildungsstätten sowie weiteren Partnern.

## Ziele
Das CMI nennt eine einzige Vision „Besser geführte und gemanagte Organisationen“ (Better led and managed organisations). Um diese Vision zu verwirklichen hat sich das CMI als einzige Mission zur Aufgabe gestellt, die Anzahl und die Qualität von Führungspersonal zu vergrößern.
Die Kernwerte des CMI lassen sich in Vier-P-Aussagen zusammenfassen:
Professional (engl. Professional)Glaubwürdig und belastbar nach den höchsten Anforderungen in Hinsicht auf Ethik in allem was getan wird.
Progressiv (engl. Progressive)Vorwärtsblickend im festen Glauben, dass jeder seine Aufgaben noch besser erfüllen kann. Das kann zuweilen die Herausforderung des Status quo bedeuten, hat aber immer zum Ziel, eine bessere Zukunft zu erreichen.
Passioniert (engl. Passionate)Die Energie und der Enthusiasmus zur Erreichung unsere Ziele entspringt dem Wunsch, unsere Stakeholder nach besten Kräften zu befriedigen.
Praktisch (engl. Practical)Mit Erfahrung aus der „wirklichen Welt“ schnelle und kluge Lösungen zu entwickeln. Dabei sollen komplexe Probleme vereinfacht werden und Verständnis und Best-practice-Lösungen umgesetzt.
Aus dieser Vision und Mission leitet das CMI 2019 strategische Ziele ab:
- Vermehrt Partnerschaften einzugehen, um die Anzahl der Chartered Managers zu erhöhen.
- Durch richtige Integration von Produkten für unsere Kunden erreichen.
- Den Markennamen CMI als wahrgenommene Führer in der Managementpraxis zu etablieren.
- Management und Führung eine „professionelle Heimat“ zu bieten.
- Entwicklung globalen Denkens und globaler Präsenz.

## Geschichte
1945 ordnete der Präsident des Board of Trade, Richard Stafford Cripps, die Bildung eines Komitees zur detaillierten Formulierung von Vorschlägen zu einer Organisation, die als zentraler Kontakt für alle Management-bezogenen Aktivitäten dienen sollte. Wesentliche Ursache war die Erkenntnis, dass für viele Teilbereiche Körperschaften existierten, aber für das Gesamtthema nicht. 1947 wurde das British Institute of Management (BIM) gegründet. Unter der Führung der Regierung von Premierminister Clement Attlee (Labour) gegründet, haftete dem BIM für mehr als 20 Jahre ein Stigma an. Die Wahl schlechter Führer tat ein Übriges, so dass die angestrebten Ziele nie erreicht wurden.
1992 fusionierte das BIM mit der Institution of Industrial Managers (IIM) und bildete das damit neu geschaffene Institute of Management (IM).
2002 wurde die Royal Charter erteilt. Damit wurde der Name geändert in "Chartered Management Institute. Weder das IM noch das CMI konnten aber bis 2016 die Ziele verwirklichen, die dem BIM schon 1947 gesetzt wurden.

## Organisation
Wie alle Chartered Charities liegt die Oberaufsicht beim Board of Trustees. Das Board steuert neun Teilbereiche:
- Board of Companions
- Finance and Audit Committee
- Nominations Committee
- Remuneration Committee
- Institute of Consulting Advisory Committee
- CMI Women Advisory Committee
- Complaints and Investigations Committee
- Regulation Compliance Committee
- Regional / Devolved Nations Advisory Committee
  - weiter unterteilt in den Regional Boards

Die Leitung ist professionellem Vollzeit-Management übergeben. Chief Executive Officer seit 2012 ist Ann Francke. Sie leitet das Tagesgeschäft mit einem Team von acht weitern Managern.

### CMI Enterprises Limited
Um die Vermarktung von Registrierungen von Studenten zu ermöglichen, wird ein kommerzielles Unternehmen, CMI Enterprises Limited betrieben. Alle Gewinne des Unternehmens werden gemäß dem Gift Aid Scheme (Schenkungsvereinbarung) an die Charity abgeführt.